# Смърдешко благотворително братство „Свети Врач“
Смърдешко благотворително братство „Свети Врач“ е неполитическа организация на македонски българи, бежанци от костурското село Смърдеш в Торонто, Канада.
Създадено е през 20-те години на XX век от преселници от селото. 